# Intrusion Point
Der Intrusion Point ist eine Landspitze am nordöstlichen Ausläufer der Bryde-Insel vor der Danco-Küste des Grahamlands auf der Antarktischen Halbinsel. Sie ragt in den Paradise Harbour hinein.
Polnische Wissenschaftler benannten sie 1999 nach den hier gefundenen granitischen Intrusionen in basaltischer Lava.